# Hederosgruppen
Hederosgruppen är ett jazzband bildat 2018 av pianisten och låtskrivaren Martin Hederos.  I bandet ingår Josef Kallerdahl på bas, Konrad Agnas på trummor, Emil Strandberg på trumpet samt Andreas Sjögren på basklarinett och saxofon.
Beträffande gruppens namn säger Hederos till tidskriften Jazz (tidigare Orkesterjournalen): "Jag samlade ihop bandet i början men redan från första konserten så började de andra bidra med låtar och det utvecklade sig snabbt till en totalt kollektiv resa, alla fem skriver, alla tycker till om allt. På det sättet är namnet ett problem men det känns lite sent att byta".

## Priser och utmärkelser
- 2022 - Gyllene skivan för albumet Ståplats[1]
- 2023 - Musikpriset Manifest i jazzkategorin för albumet Ståplats[2]
- 2023 - Grammis i kategorin jazz för albumet Ståplats[3]

## Diskografi
- 2021 – Storstrejk (Diesel Music)[4]
- 2022 – Ståplats (Hoob Records)[5]
- 2025 – Stilbrott (Hoob Records)[6]